# Rafel Escalas Bestard
Rafel Escalas Bestard (Palma, 1961), nedador en les proves de 400, 800 i 1.500 metres lliures i en 400 metres estil. Fou campió d'Espanya en aquestes proves des de 1977 a 1983 i rècord d'Espanya en 400 metres lliures (1979-1983), en 800 i 1500 metres lliures (1977-?) i en 400 metres estil (1977-1980). Quedà tercer i cinquè en els campionats d'Europa de 1981 i 1983 respectivament, i en el campionat del món de Guayaquil de 1982 quedà en sisè lloc. En els Jocs Olímpics de Moscou quedà sisè i en el de Los Angeles de 1984 fou desè. Es retirà de la competició el 1984.